# Poptún Airport
Poptún Airport är en flygplats i Guatemala.   Den ligger i departementet Petén, i den nordöstra delen av landet, 220 km nordost om huvudstaden Guatemala City. Poptún Airport ligger 516 meter över havet.
Terrängen runt Poptún Airport är huvudsakligen platt, men söderut är den kuperad. Runt Poptún Airport är det glesbefolkat, med 18 invånare per kvadratkilometer. Närmaste större samhälle är Poptún, 0,60 km norr om Poptún Airport. I omgivningarna runt Poptún Airport växer i huvudsak städsegrön lövskog.